# Kloster Signy
Das Kloster Signy (lateinisch Signiacum) ist eine ehemalige Zisterzienserabtei in der französischen Gemeinde Signy-l’Abbaye, Département Ardennes, Region Grand Est. Es liegt etwa 65 Kilometer nordöstlich von Reims und rund 28 km westlich von Charleville-Mézières am Rand des Walds von Froidmont.

## Geschichte
Das Kloster wurde 1131 gegründet und erhielt seinen zisterziensischen Gründungskonvent 1135 aus Kloster Igny. Damit gehörte es der Filiation der Primarabtei Clairvaux an. In das Kloster trat als einfacher Mönch Wilhelm von Saint-Thierry, der 1148 verstorbene spätere Biograf von Bernhard von Clairvaux, ein. Die Güter des Klosters entwickelten sich rasch und das Kloster gründete mehrere Grangien, darunter Maimby, Draize, Bray, Rousselois, Chaudion, Chappes, Mésancelle, Lavergny und Écaillère. Das Kloster betrieb dort Getreide- und Weinbau sowie Viehzucht. Es war auch in der Metallurgie und im Schieferabbau engagiert. Es errichtete Stadthäuser u. a. in Mézières, Reims, in Huy bei Lüttich nicht weit von der Tochtergründung Kloster Val-St-Lambert. Der Bau der Klosterkirche dauerte von 1226 bis 1514. 1550 fiel das Kloster in Kommende. Es wurde durch die Calvinisten 1568 sowie mehrfach im Dreißigjährigen Krieg belagert und geplündert, jedoch anschließend wieder aufgebaut. Während der Französischen Revolution wurde es aufgelöst und anschließend weitgehend abgebrochen.

## Bauten und Anlage
Erhalten sind das Kreuz der Konversen, ein sieben Meter hoher Monolith, Gebäude des Klosterguts aus dem 18. Jahrhundert und der Gästetrakt. Von der fast 4000 Bände zählenden Bibliothek sind rund 300 in Charleville und der Bibliothèque Nationale erhalten geblieben. Erhalten haben sich auch verschiedene Wirtschaftsgebäude in der Umgebung.